# 오윤 (화가)
오윤(吳潤, 1946년 4월 13일~1986년 7월 5일)은 대한민국의 조각가이자 판화가 및 작가인데, 그는 1980년대 신군부 정권과 자본주의 체제가 드러낸 모순이 괴리스럽게 느껴지도록 격화된 당시의 대한민국의 사회에 등장한, 이른바 민중 회화·민중 판화 조각 미술의 대표적인 작가였다.

## 생애
1946년 부산 동래구 낙민동에서 소설가인 오영수의 장남으로 태어났다.
유년기는 경남여고 미술과 교사를 지내던 아버지를 따라 바다가 보이는 동구 수정동 경남여자고등학교 관사에서 살았었다. 전후 혼란기인 1952년 수정국민학교에 입학했으나, 피난민으로 인한 인구의 증가로 1953년 흙바닥에 책걸상을 놓고 수업하던 수성국민학교로 전학(분교)한다. 국민학교 4학년을 마친 1955년 서울 돈암동 신흥사 입구 배밭골로 이사와서, 돈암국민학교로 전학 왔다. 내성적인 조용한 성격으로 중고등학교 시절을 보내던 중에, 누나 오숙희와 친분이 있던 김지하와 알게 된다.
1964년 고졸 후 재수를 통하여, 1965년 서울대학교 미술대학 조소학과에 입학했다. 1968년 휴학하면서 한국 무전여행을 했다. 1969년 대학 복학 후 서울대학교 미술대학 선후배 사이던 오경환, 임세택 등과 함께 현실 동인을 결성하여 리얼리즘 미술운동을 제창하고, 김지하 등과 함께 “현실동인 제1선언문”을 발표했다.
1970년 8월에 대학교를 졸업한 후 1971년 군대에 입대했으나, 위장병이 악화되어 수술을 받고 1972년에 의병제대를 했다.
제대 후 경북 경주에서 윤광주, 오경환과 같이 전돌 공장에서 일하면서 신라 시대에서부터 내려오는 전통 흙을 다루는 기술을 공부한다. 이후에는 경기 일산에서 임진택이 운영하는 전돌공장에서 조건영 등과 함께 일하기도 했다.
1976년 한윤수가 운영하는 청년사가 설립되어 삽화도 제작하고, 지리산, 한탄강 등 현장 답사를 다니기도 했다.
1977년 박명자와 결혼하고 수유리에서 시부모님을 모시고 살았으며 슬하에 2남을 두었다. 1977년 3월 선화예술고등학교 미술학과 교사를 몇년동안 잠시 지내었다. 1979년 5월에 부친 오영수가 작고하고, 그해 11월 19일 젊은 작가들이 모인 “현실과 발언” 창립회원으로 동인 활동에 적극 참여하면서, 1980년대 민중미술운동의 상징적인 존재가 된다.
김지하의 시집 《오적(五賊)》과 이원수의 전래 동화집 《땅속나라 도둑귀신》의 판화 삽화와 표지화를 비롯하여 정치적 민주화 운동 및 투쟁을 지원한 포스터와 대형 걸개그림 제작 등을 제작하기도 했다.
1980년부터 1983년까지 현실과 발언 동인전에 계속 참여하면서, 1982년 석형산, 김호득 등과 함께 서대문 미술학원을 설립하여 조소를 지도한다.
이후 잦은 음주와 흡연으로 건강이 악화되었다. 1983년 7월 간경화로 고려병원에 입원했다가, 8월에 퇴원하여 민간요법으로 치유를 했으나, 1984년 10월 다시 건강이 악화되어 진도로 요양을 떠난다. 1985년 3월 서울로 와서 1986년 5월 3일 처음이자 마지막 개인전을 개최했다. 판화집 칼노래를 출간하고, 화실을 준비하는 등 바쁘게 생활하다가 갑자기 1986년 7월 5일 마흔한 살 나이로 짧은 생을 마쳤다.
현대 판화 선구자로 평가받았으며, 미술의 사회적 역할에 관심을 가지고 민화, 무속화, 불화, 탈춤, 굿 등 한국 전통의 민중 문화를 연구하고 이를 민족 예술로 승화시키는 작업을 했다. 해학과 민중적 신명, 한이 날카로운 칼맛을 통한 표현적인 선을 통해 형식과 내용의 탁월한 통일을 보여준다. 한국 민화나 풍속화 같은 전통 미술의 형식을 빌러 강렬한 선과 형태로 민중의 삶과 애환, 분노를 표현을 표했던 오윤의 목판화는 민중 판화의 전형이 되었다.

## 작품
판화를 비롯하여 수채화, 유화, 삽화, 조각, 탈 등으로 된 작품을 만들었으며, 걸개그림이나 책 등으로 세상에 선보였다.
조각 작품으로 1974년 제작한 상업은행 구의동 지점에 내외벽 벽화와 동대문 지점에 외벽 장식 테라코타가 있다.
<세상사람들>, 아이를 지키는 어머니를 그린 <대지>연작, 노동자의 헛헛한 뒷모습을 새긴 <노동의 새벽>,
노동자와 서민들의 곤한 삶을 컬컬한 흑백 선묘의 얼굴과 땅땅한 인체구도로 포착한 <칼노래> <북춤> <앵적가>등의 전통춤 몸놀림의 신명과 배경 칼선의 오밀조밀한 리듬감으로 표현하는 등 1983년까지 대부분 흑백 목판화를 만들었다.
1984년부터는 간결한 장식적 색상을 도입한 작품으로 새로 변화시키기 시작했다.
<마케팅>연작은 감로탱 불화, 콜라주, 키치 모자이크 등이 뒤얽힌 파격적 작업으로 서구의 모더니즘, 팝아트와 맛닿아 있다.
해골 병사와 사지 잘린 군상이 우리 현대사를 상징하는 <원귀도>, 머리 위로 기가 모락모락 피어오르는 <도깨비> <칼노래> 등 신명과 주술이 지배하는 영역까지 표현했다.
마지막 시기의 대형 유화로 《통일대원도》가 있다.

## 수상
- 2005년 옥관문화훈장

## 저서
- 오윤 (2010). 《오윤: 칼을 쥔 도깨비》. 현실 문화 연구. ISBN 9788992214919.
- 오윤 (2010). 《오윤: 3115, 날 것 그대로 의 오 윤》. 현실 문화 연구. ISBN 9788992214926.
- 김문주, 오윤 (2007). 《오윤: 한(恨)을 생명의 춤으로》. 민주화운동기념사업회. ISBN 9788991057326.
- 오윤 (2006). 《오윤: 낮도깨비 신명마당》. 컬처북스. ISBN 9788992074155.
- 성완경, 허진무 (2005). 《오윤: 희망을새긴판화가 (어린이 미술관)》. 나무숲. ISBN 898900425X. (사후기념)
- 편집부 (1996). 《오윤 동네사람 세상사람》. 학고재. ISBN 9788985846172. (오윤 10주기 추모 판화전각집)
- 오윤 (1986). 《칼 노래: 吳潤 版畵集》. 그림마당·민.

## 같이 보기
- 오영수 (소설가)
- 김지하
- 인민혁명당 사건